# Mars Express
A Mars Express é uma missão espacial não tripulada da Agência Espacial Europeia - ESA e da Agência Espacial Italiana, destinada a estudar o planeta Marte. A sonda foi lançada em 2 de junho de 2003 no Cosmódromo de Baikonur, no Cazaquistão pelo foguete Soyuz-Fregat, fabricado pela firma Starsem, uma companhia russo-europeia.
A expressão Express de Mars Express era devido ao menor tempo de viagem a Marte que a sonda encontraria, pois a Terra e Marte estavam em uma posição de máxima aproximação, que ocorre uma vez a cada 60 000 anos. Também recebeu este nome pela rapidez com que a missão foi projetada e executada, em um tempo menor que qualquer outra missão anterior.
A sonda Mars Express consistia no orbitador Mars Express e no aterrissador Beagle 2, que era destinado a pesquisas exobiológicas e geoquímicas. O aterrissador recebeu este nome em homenagem ao navio que conduziu o pesquisador Charles Darwin pelos mares em 1831, quando ele formulava suas teorias sobre o evolucionismo que acabaria no livro A Origem das Espécies. 
Chegando a Marte em 2003, há mais de 20 anos é a segunda espaçonave sobrevivente e continuamente ativa em órbita ao redor de um planeta diferente da Terra, atrás apenas da ainda ativa 2001 Mars Odyssey, da NASA. 

## Objetivos
O principal objetivo da missão era o de pesquisar por água na superfície ou debaixo dela através do uso do aterrissador. Sete instrumentos a bordo do orbitador devem realizar uma série de pesquisas remotas a fim de estudar a atmosfera, a estrutura, a geologia e a composição de Marte.  
Esperava-se que o aterrissador pudesse fornecer alguma informação sobre a possibilidade de Marte ter ou que venha a suportar formas de vida. Vários dos instrumentos deste aterrissador, como o sistema de câmeras e alguns espectrômetros eram duplicatas da missão russa Mars 96, missão esta em que o foguete lançador falhou em pôr a sonda no espaço. A missão Mars 96 utilizou instrumentos e também foi financiada por vários países europeus.
A estrutura básica desta sonda era baseada na sonda Rosetta da ESA na qual uma considerável quantidade de dinheiro foi gasto no seu desenvolvimento. Isto foi feito para reduzir o tempo de desenvolvimento e o custo da missão.
A sonda Mars Express deveria fornecer a capacidade de retransmitir dados de outros aterrissadores que venham a ser lançados por outras nações, como uma forma de integrar os esforços para a exploração de Marte.
Devido ao valioso retorno científico e ao perfil de missão altamente flexível, a Mars Express recebeu várias extensões de missão. A última foi aprovada em 7 de março de 2023, consistindo em um período operacional confirmado até 31 de dezembro de 2026 e uma nova prorrogação provisória até 31 de dezembro de 2028.

## Lançamento

Animação da trajetória da Mars Express em torno do Sol
Mars Express·
Sol·
Terra ·
Marte

A espaçonave foi lançada em 2 de junho de 2003, às 23h45 hora local (17h45 UT, 13h45 EDT) do Cosmódromo de Baikonur, no Cazaquistão, usando um foguete Soyuz-FG/Fregat. O Mars Express e o foguete Fregat foram inicialmente colocados em uma órbita terrestre de 200 km, depois o Fregat foi disparado novamente às 19h14 UT para colocar a espaçonave em uma órbita de transferência de Marte. O Fregat e o Mars Express se separaram aproximadamente às 19h17 UT. Os painéis solares foram então implantados e uma manobra de correção de trajetória foi realizada em 4 de junho para apontar a Mars Express em direção a Marte e permitir que o propulsor Fregat mergulhasse no espaço interplanetário. A Mars Express foi a primeira sonda lançada pela Rússia a sair com sucesso da órbita baixa da Terra desde a queda da União Soviética.

## Órbita
A sonda Mars Express foi colocada em direção Marte pelo estágio superior do foguete Fregat com uma velocidade absoluta de 116 800 km por hora e uma velocidade relativa em relação com a Terra de 10 800 km por hora. Em 19 de dezembro de 2003, 5 dias antes de sua inserção na órbita de Marte, a sonda liberou o aterrissador Beagle 2 em direção a superfície de Marte. Em 25 de dezembro de 2003, o orbitador teve sucesso em suas manobras de inserção na órbita de Marte. Posteriormente diminuiu sua velocidade a fim de iniciar suas pesquisas.

## Beagle 2
Foi planejado para que Beagle 2 aterrissasse em Isidis Planitia, uma bacia sedimentar extensa e plana, situada entre um plano recém-formado ao norte e de terras altas antigas situadas ao sul. O pouso seria em baixa latitude para evitar as regiões frias dos polos. O pouso ocorreu, mas uma falha impediu que seus painéis solares se abrissem. O que impediu sua comunicação.

## Sonda
A sonda tem uma forma de um cubo de 1,5 x 1,8 x 1,4 metros de largura e têm fixados dois painéis solares em lados opostos, que apresentam uma área de 11,42 m2. A massa do aterrissador é de 60 kg, a massa da sonda é de 113 kg e tem 457 kg de propelente. A massa total do conjunto quando do lançamento era de 1 120 kg. Sua estrutura é composta de liga leve e tem uma cobertura de alumínio. Em uma das faces do cubo está montada a antena de alto ganho, de 1,8 metros de diâmetro.

## Instrumentos do orbitador Mars Express
- Instrumentos para a superfície e subsolo

High Resolution Stereo Camera (HRSC) - Câmera para obter imagens em alta resolução da superfície de Marte.
Visible and Infrared Mineralogical Mapping Spectrometer (OMEGA) - Espectrômetro para a determinação da composição da superfície e de seus processos evolucionários.
Sub-Surface Sounding Radar Altimeter (MARSIS) - Radar destinado a pesquisa de água sob a superfície de Marte.
- Instrumentos para a Atmosfera e a Ionosfera

Energetic Neutron Atoms Analyser (ASPERA) - Instrumento destinado a analisar como o vento solar erode a atmosfera de Marte.
Planetary Fourier Spectrometer (PFS) - Espectrômetro para o estudo da composição da atmosfera e de sua circulação.
Ultraviolet and Infrared Mars Atmospheric Spectrometer (SPICAM) - Espectrômetro para a determinação da composição da atmosfera de Marte
- Transmissão de Radio

The Radio Science Experiment (MaRS) - Exame da estrutura interna da atmosfera e do meio-ambiente.
- Aterrissador (Beagle 2) - Sonda destinada a pesquisa da geoquímica e da exobiologia.

## Rastreamento
A ESA utiliza a estação terrestre de New Norcia, próximo a Perth, na Austrália para receber e transmitir dados para a sonda.  Estava previsto que a missão primária da sonda viesse a durar um ano marciano. (687 dias da Terra). Atualmente a sonda está em sua fase estendida.
O Centro de Controle da Missão seria na sede da Agência Espacial Europeia, Darmstadt, na Alemanha.

## Sistema operativo
Em 2022, a Agência Espacial Europeia está a preparar uma atualização à sonda Mars Express que vai fazer com que os instrumentos a bordo deixem de usar o Windows 98. Os instrumentos MARSIS (de Mars Advanced Radar for Subsurface and Ionospheric Sounding) ainda usam a versão já descontinuada do sistema operativo.
Com esta atualização, os responsáveis do projeto contam que a sonda vai poder ver com mais detalhe que nunca sob a superfície de Marte e da lua Phobos. 
Não foi revelado qual o software que vai passar a ser usado a bordo da sonda.